# Anton Eichhorn

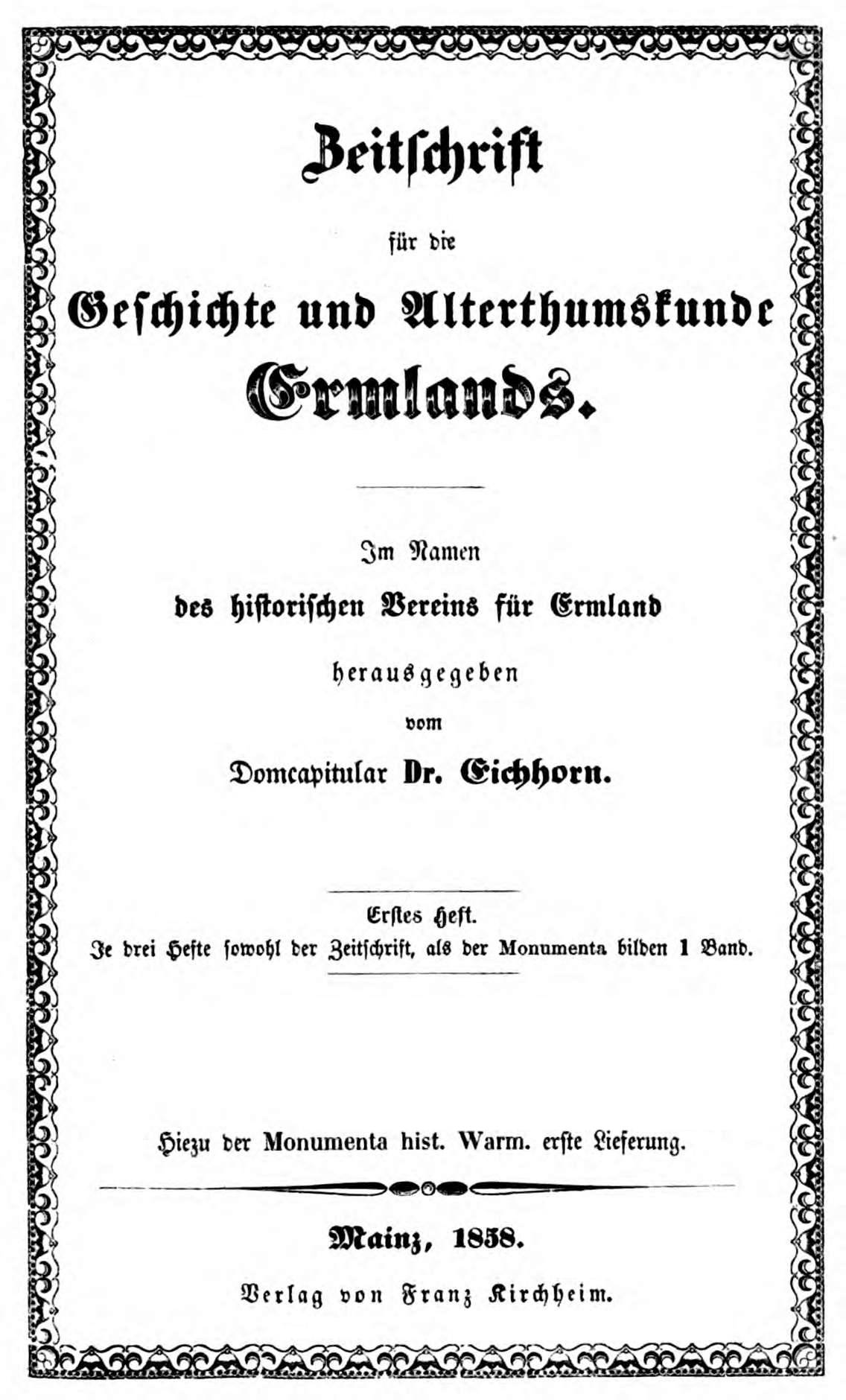
Zeitschrift für die Geschichte und Alterthumskunde Ermlands, 1858, Titelseite

Anton Eichhorn (* 9. Mai 1809 in Pissau bei Seeburg, (Ermland); † 27. Februar 1869 in Frauenburg) war ein deutscher Theologe, Kirchenhistoriker und Kirchenrechtler.

## Leben
Anton Eichhorn besuchte von 1821 bis 1828 zuerst das Progymnasium in Rößel und dann das Gymnasium zu Braunsberg. Von Herbst 1828 an studierte er bis 1831 am Lyceum Hosianum in Braunsberg Philosophie und Theologie. Nachdem er im Juni 1832 zum Priester geweiht worden war, wurde er Kaplan in Elbing. Um sich auf das Lehramt vorzubereiten, setzte er seit Herbst 1834 mit Hilfe eines staatlichen Stipendiums seine Studien an der Universität Berlin fort, wo er bis Juni 1836 die Fächer Philologie und Philosophie belegte. Sein Studium in Berlin schloss er mit der Promotion ab. Von Juli 1836 bis April 1838 war er Religionslehrer am Gymnasium von Braunsberg. Er wurde dann als Professor für Theologie an das Lyceum Hosianum berufen. Dieses Lehramt bekleidete er sechs Jahre lang. Seit 1844 war er Professor für Kirchengeschichte und Kirchenrecht. Für die Periode 1851–1854 wurde er zum Rektor der Lehranstalt gewählt. 1851 ernannte ihn der Papst zum ermländischen Domherrn; er verblieb jedoch bis zum Ende des Wintersemesters zugleich in seinem Lehramt. Im März 1852 siedelte er nach Frauenburg über. Im Januar 1862 trat er als Geistlicher Rat in das Generalvikariat ein und war von Mai 1865 bis zum am 16. August 1867 erfolgten Tod des Bischofs Geritz dessen Generalvikar. Seit April 1867 war er Domdechant.
Eichhorn gründete 1856 mit dem Domvikar Carl Peter Woelky, mit dem Bischöflichen Sekretär und Archivar des Bistumsarchivs, Martin Saage, sowie mit Franz Beckmann, Andreas Thiel (später Bischof von Ermland) und Joseph Bender den Historischen Verein für Ermland, dessen Zeitschrift er seither als Vereinspräsident herausgab. Im Jahr 1848 nahm er als Abgeordneter des Kreises Braunsberg an der Nationalversammlung in Berlin teil. Er war Ritter des Roten Adlerordens 4. Klasse.
1850 war er Mitglied des Volkshauses des Erfurter Unionsparlaments.

## Schriften
- Der ermländische Bischof und Cardinal Stanislaus Hosius. Band 1: Von seiner Geburt bis zur Erlangung der Cardinalswürde. Mainz 1854 (Volltext[3]).
- Geschichte der ermländischen Bischofswahlen. In: Zeitschrift für die Geschichte und Alterthumskunde Ermlands. Band 1, Jahrgang 1858–1860, Mainz 1860, S. 93–190 (Volltext[4]), S. 269–383 (Volltext[5]) und S. 460–600 (Volltext[6]); Band 2, Jahrgang 1861–1863, Mainz 1863, S. 1–177 (Volltext[7]), S. 396–465 (Volltext[8]), S. 610–631 (Volltext[9]) und S. 632–639 (Volltext[10]).
- Der im geheimen Archiv des Domcapitels in Frauenburg in Schieblade S. Nro. 1 befindliche Codex, kritisch untersucht. In: Zeitschrift für die Geschichte und Alterthumskunde Ermlands. Band 1, Jahrgang 1858–1860, Mainz 1860, S. 190–200 (Volltext[11]).
- Die Preußische Stiftung in Rom. In: Zeitschrift für die Geschichte und Alterthumskunde Ermlands. Band 2, Jahrgang 1861–1863, Mainz 1863, S. 271–319 (Volltext[12]).
- Bischof Simon Rudnicki’s Kampf um die St. Nicolai-Pfarrkirche in Elbing. In: Zeitschrift für die Geschichte und Alterthumskunde Ermlands. Band 2, Jahrgang 1861–1863, Mainz 1863, S. 471–552 (Volltext[13]).
- Die Weihbischöfe Ermlands. In: Zeitschrift für die Geschichte und Alterthumskunde Ermlands. Band 3, Jahrgang 1864–1866, Braunsberg 1866, S. 139–165 (Volltext[14]).
- Die Ausführung der Bulle „De salute animarum“ in den einzelnen Diözesen des Preußischen Staates durch den Fürstbischof von Ermland, Prinz Joseph von Hohenzollern. In: Zeitschrift für die Geschichte und Alterthumskunde Ermlands. Band 5, Jahrgang 1870–1874, S. 1–130.